# يوم التقييس العربي

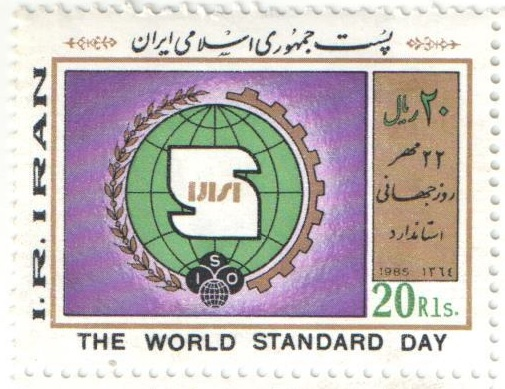

يوم التقييس العربي أو اليوم العربي للتقييس (بالانجليزية:Arab Standards Day) يتزامن يوم 25 من شهر مارس من كل عام مع ذكرى تأسيس المنظمة العربية للمواصفات والمقاييس التي تم تأسيسها في 25 مارس 1968م في القاهرة كإحدى أجهزة جامعة الدول العربية.تم الاحتفال باليوم العربي للتقييس لأول مرة في 25 مارس 1999م، حيث اختارت المنظمة العربية للتنمية الصناعية والتعدين للاحتفاء بهذه المناسبة أنذاك شعار «دور المواصفات القياسية العربية في التسريع بتنفيذ منطقة التجارة الحرة العربية الكبرى» لتسليط الضوء على أهمية المواصفات العربية ودورها، باعتبارها ركناً أساسياً في تحقيق هذه الغاية القومية المنشودة.وفي كل عام يتم الاحتفاء بهذا اليوم تحت شعار محدد لتسليط الضوء على أهمية التقييس في المجال الذي يتم اختياره من قبل المنظمة العربية للتنمية الصناعية والتعدين.

## هدف الإحتفال
ويهدف الاحتفال باليوم العربي للتقييس إلى نشر التوعية بالتقييس، وبيان أهميته على المستوى العربي، وتوضيح الدور المحوري الذي تلعبه في دعم التنمية الصناعية والاقتصادية، وجدوى تبنّي مواصفات قياسية عربية موحدة بين الدول العربية؛ لدعم التجارة البينية بينها كأداة ضرورية لا بد منها لدعم منطقة التجارة الحرة العربية الكبرى.
وجرت العادة في كل عام أن تختار المنظمة العربية للتنمية الصناعية والتعدين (إيــدمــو) شعاراً يتم التركيز عليه خلال العام؛ لإيضاح دور التقييس والأجهزة الوطنية، ومساهمة منها في نشر الوعي بأهمية ومنافع التقييس ودوره في التجديد والابتكار ودعم الاقتصاد وحماية البيئة والمستهلك.

## وصلات خارجية
- بمناسبة اليوم العربي للتقييس.. ملا: توحيد المواصفات القياسية العربية
- https://www.gso.org.sa/ar/media/2020/03/speech-of-gso-president-on-the-arab-standardization-day-2020/
- https://sabq.org/%D9%87%D9%8A%D8%A6%D8%A9-%D8%A7%D9%84%D9%85%D9%88%D8%A7%D8%B5%D9%81%D8%A7%D8%AA-%D8%AA%D8%AD%D8%AA%D9%81%D9%8A-%D8%A8%D8%A7%D9%84%D9%8A%D9%88%D9%85-%D8%A7%D9%84%D8%B9%D8%B1%D8%A8%D9%8A-%D9%84%D9%84%D8%AA%D9%82%D9%8A%D9%8A%D8%B3
- https://www.albayan.ae/economy/2010-03-22-1.231403